# منتخب منغوليا لكرة قدم الصالات
منتخب منغوليا لكرة قدم الصالات هو ممثل منغوليا الرسمي في المنافسات الدولية في كرة الصالات
.